# Flugplatz Reykjanes

i8
i11
i13
Der Flugplatz Reykjanes (ICAO-Code: BIRS) liegt in den Westfjorden von Island innen im Ísafjarðardjúp in der Gemeinde Súðavík.
Die schmale Halbinsel Reykjanes liegt zwischen dem Reykjarfjörður im Westen und dem Fjord Ísafjörður im Osten.
Der Flugplatz war 1957 erstmals für Krankentransportflüge mit einer 500 m langen Landebahn in Nord-Süd-Richtung verzeichnet.
In den 1970er Jahren wurde eine kurze Landebahn quer dazu angelegt. 
Sie wurde vom Flugfélagið Ernir genutzt, wenn er hier die Bezirksschule bediente.
Jetzt ist der Flugplatz Reykjanes mit einer Start- und Landebahn 02/20; 780 × 18 m bei der isländischen Flugverwaltung Isavia gelistet.
Die nächsten Flugplätze mit Linienflügen liegen 36 km westlich in Ísafjörður und 51 km östlich der Flughafen Gjögur.